# Oren Patashnik
 (avril 2017).
Oren Patashnik (né en 1954) est un informaticien et mathématicien. Il est notamment connu pour avoir participé à la création de BibTeX, un outil de gestion bibliographique en LaTeX ; il est également co-auteur de l'ouvrage Concrete Mathematics, avec Donald Knuth et Ronald Graham.

## Biographie
Oren Patashnik est diplômé de l'université Yale en 1976, puis effectue son doctorat en informatique sous la direction de Donald Knuth, à l'université Stanford. Il est notamment connu pour avoir fourni une démonstration assistée par ordinateur du fait que le jeu Tic-tac-toe 3D (en) (ou Qubic) peut toujours être gagné par le premier joueur. Il est également le co-auteur du système de bibliographie BibTeX, en collaboration avec Leslie Lamport, créateur du langage LaTeX. Aujourd'hui, BibTeX est un outil largement répandu dans le monde de l'édition scientifique.